# コディアックヒグマ
コディアックヒグマ (Ursus arctos middendorffi) は、ネコ目（食肉目）クマ科に属する哺乳類で、ヒグマの最大亜種。アラスカヒグマとも呼ばれ、古い書籍ではその他にもコディアックグマやアラスカアカグマなどと記載されている事もある。
アラスカ半島沿岸部およびコディアック島近辺の島々に生息する。体の大きさはホッキョクグマに匹敵する。

## 分布
- アラスカ州沿岸部
- コディアック諸島の島々
  - コディアック島
  - アフォニャク島
  - シュヤク島
  - ラズベリー島
  - ウガニク島
  - シトカリダク島および近隣の島々

## 形態
体重は、メスが180 - 315キログラム、オスが270 - 635キログラム。成獣のオスは、1年で平均480–533キログラム、ピーク時には最大680キログラムにまで増える。メスはオスよりも約20パーセント体が小さいうえに体重も約30パーセント軽く、6歳で成獣となる。体重は春に巣穴から出てきた際に最も軽く、夏の終わりから秋までの間に2 - 3割増える。
体長は、大人のオスで平均244センチメートル、体高133センチメートル。体重751キログラムの大人のオスの後足は、46センチメートルだった。大型のオスが後足で完全に立ち上がると、高さ3メートルに達する。飼育下における最大の個体は、ノースダコタ州ビスマークのダコタ動物園にいたクライドという名のオスで、1987年6月に22歳で死んだ時には体重が966.9キログラム、その1年前ほどには1,090キログラム近くもあった。 死んだ時、脂肪層はまだ9インチ（23 cm）あった。

## 個体数
2005年の個体数は3,526頭、群島の個体密度は1000平方キロメートルあたり271.2頭となっており、ここ10年間で個体数はゆっくりと増加している。